# Liste der deutschen Doppelbesteuerungsabkommen
Die Liste der deutschen Doppelbesteuerungsabkommen führt alle von der Bundesrepublik Deutschland mit anderen Staaten geschlossenen bilateralen Abkommen auf den Gebieten der Einkommensteuern und Vermögensteuern, der Erbschaft- und Schenkungsteuern sowie der Rechts- und Amtshilfe sowie des Informationsaustauschs.
Die Liste basiert auf der jeweils aktuellen und zu Beginn eines aktuellen Jahres vom Bundesministerium der Finanzen (BMF) herausgegebenen Übersicht über den Stand der Doppelbesteuerungsabkommen und anderer steuerlicher Abkommen. Weitergehende Informationen zu den Abkommen mit einzelnen Staaten sowie eine Übersicht über alle einen Partnerstaat betreffenden Abkommen bietet das BMF auf seiner Webseite.

## Deutsche Doppelbesteuerungsabkommen auf dem Gebiet der Steuern vom Einkommen und vom Vermögen
|                              | Vertragsabschluss | Inkrafttreten           | Protokolle                                             | Weiterführende Informationen                   | Abkommenstext         |
| ---------------------------- | ----------------- | ----------------------- | ------------------------------------------------------ | ---------------------------------------------- | --------------------- |
| Ägypten                      | 08.12.1987        | 01.01.1992              |                                                        | DBA Deutschland – Ägypten                      | BGBl. 1990 II S. 278  |
| Albanien                     | 06.04.2010        | 01.01.2012              |                                                        | DBA Deutschland – Albanien                     | BGBl. 2011 II S. 1186 |
| Algerien                     | 12.11.2007        | 01.01.2009              |                                                        | DBA Deutschland – Algerien                     | BGBl. 2008 II S. 1188 |
| Argentinien                  | 13.07.1978        | 01.01.1976              | 16.09.1996                                             | DBA Deutschland – Argentinien                  | BGBl. 1979 II S. 585  |
| Armenien                     | 24.11.1981        | 01.01.1980              |                                                        | DBA Deutschland – UdSSR                        | BGBl. 1983 II S. 2    |
| Aserbaidschan                | 25.08.2004        | 01.01.2006              |                                                        | DBA Deutschland – Aserbaidschan                | BGBl. 2005 II S. 1146 |
| Australien                   | 24.11.1972        | 01.01.1971              |                                                        | DBA Deutschland – Australien                   | BGBl. 1974 II S. 337  |
| Bangladesch                  | 29.05.1990        | 01.01.1990              |                                                        | DBA Deutschland – Bangladesch                  | BGBl. 1991 II S. 1410 |
| Belarus                      | 30.09.2005        | 01.01.2007              |                                                        | DBA Deutschland – Belarus                      | BGBl. 2006 II S. 1042 |
| Belgien                      | 11.04.1967        | 01.01.1966              | 05.11.2002                                             | DBA Deutschland – Belgien                      | BGBl. 1969 II S. 17   |
| Bolivien                     | 30.09.1992        | 01.01.1991              |                                                        | DBA Deutschland – Bolivien                     | BGBl. 1994 II S. 1086 |
| Bosnien und Herzegowina      | 26.03.1987        | 01.01.1989              |                                                        | DBA Deutschland – Jugoslawien                  | BGBl. 1988 II S. 744  |
| Bulgarien                    | 02.06.1987        | 01.01.1989              | 25.01.2010                                             | DBA Deutschland – Bulgarien                    | BGBl. 1988 II S. 770  |
| Volksrepublik China          | 10.06.1985        | 01.01.1985              |                                                        | DBA Deutschland – China                        | BGBl. 1986 II S. 446  |
| Costa Rica                   | 13.02.2014        | 00.01.1900              |                                                        | DBA Deutschland – Costa Rica                   | BGBl. 2014 II S. 917  |
| Elfenbeinküste               | 03.07.1979        | 01.01.1982              |                                                        | DBA Deutschland – Elfenbeinküste               | BGBl. 1982 II S. 153  |
| Dänemark                     | 22.11.1995        | 01.01.1997              |                                                        | DBA Deutschland – Dänemark                     | BGBl. 1996 II S. 2565 |
| Ecuador                      | 07.12.1982        | 01.01.1987              |                                                        | DBA Deutschland – Ecuador                      | BGBl. 1984 II S. 465  |
| Estland                      | 29.11.1996        | 01.01.1994              |                                                        | DBA Deutschland – Estland                      | BGBl. 1998 II S. 547  |
| Finnland                     | 05.07.1979        | 01.01.1981              |                                                        | DBA Deutschland – Finnland                     | BGBl. 1981 II S. 1164 |
| Frankreich                   | 21.07.1959        | 01.01.1957              | 09.06.1969 28.09.1989 20.12.2001 31.03.2015            | DBA Deutschland – Frankreich                   | BGBl. 1961 II S. 397  |
| Georgien                     | 01.06.2006        | 01.01.2008              | 11.03.2014                                             | DBA Deutschland – Georgien                     | BGBl. 2007 II S. 1034 |
| Ghana                        | 12.08.2004        | 01.01.2008              |                                                        | DBA Deutschland – Ghana                        | BGBl. 2006 II S. 1018 |
| Griechenland                 | 18.04.1966        | 01.01.1964              |                                                        | DBA Deutschland – Griechenland                 | BGBl. 1967 II S. 852  |
| Indien                       | 19.06.1995        | 01.01.1997              |                                                        | DBA Deutschland – Indien                       | BGBl. 1996 II S. 706  |
| Indonesien                   | 30.10.1990        | 01.01.1992              |                                                        | DBA Deutschland – Indonesien                   | BGBl. 1991 II S. 1086 |
| Iran                         | 20.12.1968        | 01.01.1970              |                                                        | DBA Deutschland – Iran                         | BGBl. 1969 II S. 2133 |
| Irland                       | 17.10.1962        | 01.01.1959              | 25.05.2010 30.03.2011 03.12.2014                       | DBA Deutschland – Irland                       | BGBl. 1964 II S. 266  |
| Island                       | 18.03.1971        | 01.01.1968              |                                                        | DBA Deutschland – Island                       | BGBl. 1973 II S. 357  |
| Israel                       | 09.07.1962        | 01.01.1961              | 20.07.1977                                             | DBA Deutschland – Israel                       | BGBl. 1966 II S. 329  |
| Italien                      | 18.10.1989        | 01.01.1993              |                                                        | DBA Deutschland – Italien                      | BGBl. 1990 II S. 742  |
| Jamaika                      | 08.10.1974        | 01.01.1973              |                                                        | DBA Deutschland – Jamaika                      | BGBl. 1976 II S. 1194 |
| Japan                        | 22.04.1966        | 01.01.1967              | 17.04.1979 17.02.1983                                  | DBA Deutschland – Japan                        | BGBl. 1967 II S. 871  |
| Jersey                       | 04.07.2008        | 01.01.2010              | 07.05.2015                                             | DBA Deutschland – Jersey                       | BGBl. 2009 II S. 589  |
| Kanada                       | 19.04.2001        | 01.01.2001              |                                                        | DBA Deutschland – Kanada                       | BGBl. 2002 II S. 670  |
| Kasachstan                   | 26.11.1997        | 01.01.1996              |                                                        | DBA Deutschland – Kasachstan                   | BGBl. 1998 II S. 1592 |
| Kenia                        | 17.05.1977        | 01.01.1980              |                                                        | DBA Deutschland – Kenia                        | BGBl. 1979 II S. 606  |
| Kirgisistan                  | 01.12.2005        | 01.01.2007              |                                                        | DBA Deutschland – Kirgisistan                  | BGBl. 2006 II S. 1066 |
| Südkorea                     | 10.03.2000        | 01.01.2003              |                                                        | DBA Deutschland – Südkorea                     | BGBl. 2002 II S. 1630 |
| Kosovo                       | 26.03.1987        | 01.01.1989              |                                                        | DBA Deutschland – Jugoslawien                  | BGBl. 1988 II S. 744  |
| Kroatien                     | 06.02.2006        | 01.01.2007              |                                                        | DBA Deutschland – Kroatien                     | BGBl. 2006 II S. 1112 |
| Kuwait                       | 18.05.1999        | 01.01.1998              |                                                        | DBA Deutschland – Kuwait                       | BGBl. 2000 II S. 390  |
| Lettland                     | 21.02.1997        | 01.01.1996              |                                                        | DBA Deutschland – Lettland                     | BGBl. 1998 II S. 330  |
| Liberia                      | 25.11.1970        | 01.01.1970              |                                                        | DBA Deutschland – Liberia                      | BGBl. 1973 II S. 1285 |
| Liechtenstein                | 17.11.2011        | 01.01.2013              |                                                        | DBA Deutschland – Liechtenstein                | BGBl. 2012 II S. 1462 |
| Litauen                      | 22.07.1997        | 01.01.1995              |                                                        | DBA Deutschland – Litauen                      | BGBl. 1998 II S. 1571 |
| Luxemburg                    | 23.08.1958        | 01.01.1957              | 15.06.1973 11.12.2009 23.04.2012                       | DBA Deutschland – Luxemburg                    | BGBl. 1959 II S. 1269 |
| Malaysia                     | 08.04.1977        | 01.01.1971              | 23.02.2010                                             | DBA Deutschland – Malaysia                     | BGBl. 1978 II S. 925  |
| Malta                        | 08.03.2001        | 01.01.2002              | 17.06.2010                                             | DBA Deutschland – Malta                        | BGBl. 2001 II S. 1297 |
| Marokko                      | 07.06.1972        | 01.01.1974              |                                                        | DBA Deutschland – Marokko                      | BGBl. 1974 II S. 21   |
| Mauritius                    | 15.03.1978        | 01.01.1979              | 07.10.2011                                             | DBA Deutschland – Mauritius                    | BGBl. 1980 II S. 1261 |
| Nordmazedonien               | 13.07.2006        | 01.01.2011              |                                                        | DBA Deutschland – Mazedonien                   | BGBl. 2010 II S. 1153 |
| Mexiko                       | 23.02.1993        | 01.01.1994              | 09.07.2008                                             | DBA Deutschland – Mexiko                       | BGBl. 1993 II S. 1966 |
| Moldau                       | 24.11.1981        | 01.01.1980              |                                                        | DBA Deutschland – UdSSR                        | BGBl. 1983 II S. 2    |
| Mongolei                     | 22.08.1994        | 01.01.1997              |                                                        | DBA Deutschland – Mongolei                     | BGBl. 1995 II S. 818  |
| Montenegro                   | 26.03.1987        | 01.01.1989              |                                                        | DBA Deutschland – Jugoslawien                  | BGBl. 1988 II S. 744  |
| Namibia                      | 02.12.1993        | 01.01.1993              |                                                        | DBA Deutschland – Namibia                      | BGBl. 1994 II S. 1262 |
| Neuseeland                   | 20.10.1978        | 01.01.1978              |                                                        | DBA Deutschland – Neuseeland                   | BGBl. 1980 II S. 1222 |
| Niederlande                  | 16.06.1959        | 01.01.1956              | 13.03.1980 21.05.1991 04.06.2004 12.04.2012            | DBA Deutschland – Niederlande                  | BGBl. 1960 II S. 1781 |
| Norwegen                     | 04.10.1991        | 01.01.1991              | 24.06.2013                                             | DBA Deutschland – Norwegen                     | BGBl. 1993 II S. 970  |
| Österreich                   | 24.08.2000        | 01.01.2003              | 29.12.2010                                             | DBA Deutschland – Österreich                   | BGBl. 2002 II S. 734  |
| Pakistan                     | 14.07.1994        | 01.01.1995              |                                                        | DBA Deutschland – Pakistan                     | BGBl. 1995 II S. 836  |
| Philippinen                  | 22.07.1983        | 01.01.1985              | 09.09.2013                                             | DBA Deutschland – Philippinen                  | BGBl. 1984 II S. 878  |
| Polen                        | 14.05.2003        | 01.01.2005              |                                                        | DBA Deutschland – Polen                        | BGBl. 2004 II S. 1304 |
| Portugal                     | 15.07.1980        | 01.01.1983              |                                                        | DBA Deutschland – Portugal                     | BGBl. 1982 II S. 129  |
| Rumänien                     | 04.07.2001        | 01.01.2004              |                                                        | DBA Deutschland – Rumänien                     | BGBl. 2003 II S. 1594 |
| Russland                     | 29.05.1996        | 01.01.1997              | 15.10.2007                                             | DBA Deutschland – Russland                     | BGBl. 1996 II S. 2710 |
| Sambia                       | 30.05.1973        | 01.01.1971              |                                                        | DBA Deutschland – Sambia                       | BGBl. 1975 II S. 661  |
| Schweden                     | 14.07.1992        | 01.01.1995              |                                                        | DBA Deutschland – Schweden                     | BGBl. 1994 II S. 686  |
| Schweiz                      | 11.08.1971        | 01.01.1972              | 30.11.1978 17.10.1989 21.12.1992 12.03.2002 27.10.2010 | DBA Deutschland – Schweiz                      | BGBl. 1972 II S. 1021 |
| Serbien                      | 26.03.1987        | 01.01.1989              |                                                        | DBA Deutschland – Jugoslawien                  | BGBl. 1988 II S. 744  |
| Simbabwe                     | 22.04.1988        | 01.01.1987              |                                                        | DBA Deutschland – Simbabwe                     | BGBl. 1989 II S. 713  |
| Singapur                     | 28.06.2004        | 01.01.2007              |                                                        | DBA Deutschland – Singapur                     | BGBl. 2006 II S. 930  |
| Slowakei                     | 19.12.1980        | 01.01.1984              |                                                        | DBA Deutschland – Tschechoslowakei             | BGBl. 1982 II S. 1022 |
| Slowenien                    | 03.05.2006        | 01.01.2007              | 17.05.2011                                             | DBA Deutschland – Slowenien                    | BGBl. 2006 II S. 1091 |
| Spanien                      | 05.12.1966        | 01.01.1968              | 03.02.2011                                             | DBA Deutschland – Spanien                      | BGBl. 1968 II S. 9    |
| Sri Lanka                    | 13.09.1979        | 01.01.1983              |                                                        | DBA Deutschland – Sri Lanka                    | BGBl. 1981 II S. 630  |
| Südafrika                    | 25.01.1973        | 01.01.1965              |                                                        | DBA Deutschland – Südafrika                    | BGBl. 1974 II S. 1185 |
| Syrien                       | 17.02.2010        | 01.01.2011              |                                                        | DBA Deutschland – Syrien                       | BGBl. 2010 II S. 1359 |
| Tadschikistan                | 27.03.2003        | 01.01.2005              |                                                        | DBA Deutschland – Tadschikistan                | BGBl. 2004 II S. 1034 |
| Thailand                     | 10.07.1967        | 01.01.1967              |                                                        | DBA Deutschland – Thailand                     | BGBl. 1968 II S. 589  |
| Trinidad und Tobago          | 04.04.1973        | 01.01.1972              |                                                        | DBA Deutschland – Trinidad und Tobago          | BGBl. 1975 II S. 679  |
| Tschechien                   | 19.12.1980        | 01.01.1984              |                                                        | DBA Deutschland – Tschechoslowakei             | BGBl. 1982 II S. 1022 |
| Tunesien                     | 23.12.1975        | 01.01.1976              |                                                        | DBA Deutschland – Tunesien                     | BGBl. 1976 II S. 1653 |
| Türkei                       | 16.04.1985        | 01.01.1990              | 19.09.2011                                             | DBA Deutschland – Türkei                       | BGBl. 1989 II S. 866  |
| Turkmenistan                 | 24.11.1981        | 01.01.1980              |                                                        | DBA Deutschland – UdSSR                        | BGBl. 1983 II S. 2    |
| Ukraine                      | 03.07.1995        | 01.01.1997              |                                                        | DBA Deutschland – Ukraine                      | BGBl. 1996 II S. 498  |
| Ungarn                       | 18.07.1977        | 01.01.1980              | 28.02.2011                                             | DBA Deutschland – Ungarn                       | BGBl. 1979 II S. 626  |
| Uruguay                      | 05.05.1987        | 01.01.1991              | 09.03.2010                                             | DBA Deutschland – Uruguay                      | BGBl. 1988 II S. 1059 |
| Usbekistan                   | 07.09.1999        | 01.01.2002              | 14.10.2014                                             | DBA Deutschland – Usbekistan                   | BGBl. 2001 II S. 978  |
| Venezuela                    | 08.02.1995        | 01.01.1997              |                                                        | DBA Deutschland – Venezuela                    | BGBl. 1996 II S. 727  |
| Vereinigte Arabische Emirate | 09.04.1995        | 01.01.1992 – 31.12.2021 | 04.07.2006 01.07.2010                                  | DBA Deutschland – Vereinigte Arabische Emirate | BGBl. 1996 II S. 518  |
| Vereinigtes Königreich       | 26.11.1964        | 01.01.1960              | 23.06.1970 30.03.2010 17.03.2014                       | DBA Deutschland – Vereinigtes Königreich       | BGBl. 1966 II S. 358  |
| Vereinigte Staaten           | 29.08.1989        | 01.01.1990              | 01.06.2006                                             | DBA Deutschland – Vereinigte Staaten           | BGBl. 1991 II S. 354  |
| Vietnam                      | 16.11.1995        | 01.01.1997              |                                                        | DBA Deutschland – Vietnam                      | BGBl. 1996 II S. 2622 |
| Zypern                       | 09.05.1974        | 01.01.1970              | 18.02.2011                                             | DBA Deutschland – Zypern                       | BGBl. 1977 II S. 488  |

1. ↑  DBA mit UdSSR gilt fort, BGBl. 1993 II S. 169.
2. 1 2  Umfasst nicht die Vermögensteuer.
3. ↑  DBA mit SFR Jugoslawien gilt fort, BGBl. 1992 II S. 1196.
4. ↑  Ohne Hongkong und Macau.
5. ↑  DBA mit SFR Jugoslawien gilt fort, BGBl. 2011 II S. 748.
6. ↑  Der Kosovo ist völkerrechtlich kein anerkannter Staat oder vergleichbares Territorium.
7. ↑  Ersetzt altes DBA vom 04.12.1987, das vom 01.01.1984 bis 31.12.1997 in Kraft war.
8. ↑  DBA mit UdSSR gilt fort, BGBl. 1996 II S. 768.
9. ↑  DBA mit SFR Jugoslawien gilt fort, BGBl. 2011 II S. 745.
10. ↑  DBA mit SFR Jugoslawien gilt fort, BGBl. 1997 II S. 961.
11. ↑  DBA mit Tschechoslowakei gilt fort, BGBl. 1993 II S. 762.
12. ↑  DBA mit Tschechoslowakei gilt fort, BGBl. 1993 II S. 762.
13. ↑  DBA mit UdSSR gilt fort, Bericht der Botschaft Aschgabat vom 11. August 1999 - Nr. 377/99.
14. ↑  Bekanntmachung der Neufassung 04.06.2008.

## Deutsche Doppelbesteuerungsabkommen auf dem Gebiet der Erbschaft- und Schenkungsteuern
| Abkommenspartner   | Vertragsabschluss | Inkrafttreten | Protokolle | Weiterführende Informationen         | Abkommenstext         |
| ------------------ | ----------------- | ------------- | ---------- | ------------------------------------ | --------------------- |
| Dänemark           | 22.11.1995        | 01.01.1997    |            | DBA Deutschland – Dänemark           | BGBl. 1996 II S. 2565 |
| Frankreich         | 12.10.2006        | 03.04.2009    |            | DBA Deutschland – Frankreich         | BGBl. 2007 II S. 1402 |
| Griechenland       | 18.11.1910        | 01.01.1953    | 01.12.1910 | DBA Deutschland – Griechenland       | RGBl. 1912 II S. 173  |
| Schweden           | 14.07.1992        | 01.01.1995    |            | DBA Deutschland – Schweden           | BGBl. 1994 II S. 686  |
| Schweiz            | 30.11.1978        | 28.09.1980    |            | DBA Deutschland – Schweiz            | BGBl. 1980 II S. 594  |
| Vereinigte Staaten | 03.12.1980        | 01.01.1979    | 14.12.1998 | DBA Deutschland – Vereinigte Staaten | BGBl. 1982 II S. 846  |

1. 1 2  Teil des gemeinsamen Abkommens zu Einkommen- und Erbschaftsteuern.
2. ↑  Bekanntmachung der Neufassung 21.12.2000.

## Deutsche Sonderabkommen betreffend Einkünfte und Vermögen von Schifffahrt- und Luftfahrt-Unternehmen
| Abkommenspartner    | Vertragsabschluss | Inkrafttreten | Betroffene Unternehmen | Weiterführende Informationen               | Abkommenstext         |
| ------------------- | ----------------- | ------------- | ---------------------- | ------------------------------------------ | --------------------- |
| Brasilien           | 17.08.1950        | 10.05.1952    | S                      | Sonderabkommen Deutschland – Brasilien     | BGBl. 1951 II S. 11   |
| Chile               | 02.02.1951        | 08.01.1952    | S                      | Sonderabkommen Deutschland – Chile         | BGBl. 1952 II S. 325  |
| Volksrepublik China | 31.10.1975        | 29.03.1977    | S                      | Sonderabkommen Deutschland – China         | BGBl. 1976 II S. 1521 |
| Hongkong            | 08.05.1997        | 01.01.1998    | L                      | Sonderabkommen Deutschland – Hongkong      | BGBl. 1998 II S. 2064 |
| Hongkong            | 13.01.2003        | 01.01.1998    | S                      | Sonderabkommen Deutschland – Hongkong      | BGBl. 2004 II S. 34   |
| Isle of Man         | 02.03.2009        | 01.01.2010    | S                      | Sonderabkommen Deutschland – Insel Man     | BGBl. 2010 II S. 968  |
| Jemen               | 02.03.2005        | 01.01.1982    | L                      | Sonderabkommen Deutschland – Jemen         | BGBl. 2006 II S. 538  |
| Jugoslawien         | 26.06.1954        | 23.10.1959    | S                      | Sonderabkommen Deutschland – Jugoslawien   | BGBl. 1959 II S. 735  |
| Kolumbien           | 10.09.1965        | 01.01.1962    | S, L                   | Sonderabkommen Deutschland – Kolumbien     | BGBl. 1967 II S. 762  |
| Paraguay            | 27.01.1983        | 01.01.1979    | L                      | Sonderabkommen Deutschland – Paraguay      | BGBl. 1984 II S. 644  |
| Saudi-Arabien       | 08.11.2007        | 01.01.1967    | L                      | Sonderabkommen Deutschland – Saudi-Arabien | BGBl. 2008 II S. 782  |
| Venezuela           | 23.11.1987        | 01.01.1990    | S, L                   | Sonderabkommen Deutschland – Venezuela     | BGBl. 1989 II S. 373  |

1. ↑  S = Schifffahrtunternehmen, L = Luftfahrtunternehmen
2. ↑  Protokoll zum Doppelbesteuerungsabkommen.
3. ↑  Handelsvertrag.
4. ↑  Seeverkehrsvertrag.

## Deutsche Doppelbesteuerungsabkommen auf dem Gebiet der Rechts- und Amtshilfe und des Informationsaustauschs
| Abkommenspartner               | Vertragsabschluss | Inkrafttreten | Protokolle | Weiterführende Informationen                                   | Abkommenstext         |
| ------------------------------ | ----------------- | ------------- | ---------- | -------------------------------------------------------------- | --------------------- |
| Andorra                        | 25.11.2010        | 01.01.2013    |            | Informationsaustausch Deutschland – Andorra                    | BGBl. 2011 II S. 1223 |
| Anguilla                       | 19.03.2010        | 01.01.2012    |            | Informationsaustausch Deutschland – Anquilla                   | BGBl. 2010 II S. 1381 |
| Antigua und Barbuda            | 19.10.2010        | 01.01.2013    |            | Informationsaustausch Deutschland – Antigua und Barbuda        | BGBl. 2011 II S. 1212 |
| Bahamas                        | 09.04.2010        | 01.01.2012    |            | Informationsaustausch Deutschland – Bahamas                    | BGBl. 2011 II S. 642  |
| Belgien                        | 11.04.1967        | 01.01.1966    |            | DBA Deutschland – Belgien                                      | BGBl. 1969 II S. 17   |
| Bermuda                        | 03.07.2009        | 01.01.2013    |            | Informationsaustausch Deutschland – Bermuda                    | BGBl. 2012 II S. 1306 |
| Britische Jungferninseln       | 05.10.2010        | 01.01.2012    |            | Informationsaustausch Deutschland – Britische Jungferninseln   | BGBl. 2011 II S. 895  |
| Cookinseln                     | 03.04.2012        | 01.01.2014    |            | Informationsaustausch Deutschland – Cookinseln                 | BGBl. 2013 II S. 665  |
| Dänemark                       | 22.11.1995        | 01.01.1997    |            | DBA Deutschland – Dänemark                                     | BGBl. 1996 II S. 2565 |
| Finnland                       | 25.09.1935        | 01.01.1936    |            | Informationsaustausch Deutschland – Finnland                   | RGBl. 1912 II S. 173  |
| Frankreich                     | 21.07.1959        | 01.01.1957    |            | DBA Deutschland – Frankreich                                   | BGBl. 1961 II S. 397  |
| Gibraltar                      | 13.08.2009        | 01.01.2011    |            | Informationsaustausch – Gibraltar                              | BGBl. 2010 II S. 984  |
| Grenada                        | 03.02.2011        | 01.01.2014    |            | Informationsaustausch – Grenada                                | BGBl. 2013 II S. 654  |
| Guernsey                       | 26.03.2009        | 01.01.2011    |            | Informationsaustausch Deutschland – Guernsey                   | BGBl. 2010 II S. 973  |
| Isle of Man                    | 02.03.2009        | 01.01.2011    |            | Informationsaustausch Deutschland – Insel Man                  | BGBl. 2010 II S. 957  |
| Italien                        | 09.06.1938        | 23.01.1939    |            | Informationsaustausch Deutschland – Italien                    | RGBl. 1939 II S. 124  |
| Jersey                         | 04.07.2008        | 01.01.2010    |            | Informationsaustausch Deutschland – Jersey                     | BGBl. 2009 II S. 578  |
| Cayman Islands                 | 27.05.2010        | 01.01.2012    |            | Informationsaustausch Deutschland – Kaimaninseln               | BGBl. 2011 II S. 664  |
| Liechtenstein                  | 02.09.2009        | 01.01.2010    |            | Informationsaustausch Deutschland – Liechtenstein              | BGBl. 2010 II S. 950  |
| Luxemburg                      | 23.08.1958        | 01.01.1957    |            | DBA Deutschland – Luxemburg                                    | BGBl. 1959 II S. 1269 |
| Monaco                         | 27.07.2010        | 01.01.2012    |            | Informationsaustausch Deutschland – Monaco                     | BGBl. 2011 II S. 653  |
| Montserrat                     | 28.11.2011        | 01.01.2015    |            | Informationsaustausch Deutschland – Montserrat                 | BGBl. 2012 II S. 1321 |
| Niederlande                    | 21.05.1999        | 23.06.2001    |            | Amtshilfeabkommen Deutschland – Niederlande                    | BGBl. 2001 II S. 2    |
| Norwegen                       | 04.10.1991        | 01.01.1991    | 24.06.2013 | DBA Deutschland – Norwegen                                     | BGBl. 1993 II S. 970  |
| Österreich                     | 04.10.1954        | 26.11.1955    |            | Amtshilfeabkommen Deutschland – Österreich                     | BGBl. 1955 II S. 833  |
| San Marino                     | 21.06.2010        | 01.01.2012    |            | Informationsaustausch Deutschland – San Marino                 | BGBl. 2011 II S. 908  |
| Schweden                       | 14.07.1992        | 01.01.1995    |            | DBA Deutschland – Schweden                                     | BGBl. 1994 II S. 686  |
| St. Lucia                      | 07.06.2010        | 01.01.2014    |            | Informationsaustausch Deutschland – St. Lucia                  | BGBl. 2011 II S. 264  |
| St. Vincent und die Grenadinen | 29.03.2010        | 01.01.2012    |            | Informationsaustausch Deutschland – St. Vincent und Grenadinen | BGBl. 2011 II S. 253  |
| Turks- und Caicosinseln        | 04.06.2010        | 01.01.2012    |            | Informationsaustausch Deutschland – Turks und Caicos Inseln    | BGBl. 2011 II S. 882  |
| Vereinigte Staaten             | 31.05.2013        | 11.12.2013    |            | FATCA-Abkommen Deutschland – Vereinigte Staaten                | BGBl. 2013 II S. 1362 |

1. 1 2 3 4  Teil des gemeinsamen Abkommens zu Einkommensteuern.
2. 1 2  Teil des gemeinsamen Abkommens zu Einkommen- und Erbschaftsteuern.